# Jeffrey M. Friedman
Jeffrey Friedman, MD, PhD (Estados Unidos, 20 de julio de 1954), es un médico estadounidense especialista en genética molecular que trabaja  en la Universidad Rockefeller (Nueva York) y un investigador del Instituto Médico Howard Hughes. Su descubrimiento de la hormona leptina y su papel en la regulación del peso corporal ha tenido un papel importante en el área de la obesidad humana. Es un científico médico que estudia los mecanismos genéticos que regulan el peso corporal. Su investigación sobre diversos aspectos de la obesidad acaparó la atención nacional a finales de 1994, cuando se anunció que él y sus colegas habían aislado el gen ob ratón y su homólogo humano. Posteriormente, encontraron que las inyecciones de la proteína codificada, la leptina, disminuye el peso corporal de los ratones mediante la reducción de la ingesta de alimentos y el aumento de gasto de energía. La investigación actual está dirigida a la comprensión de las bases genéticas de la obesidad en los humanos y los mecanismos por los cuales la leptina transmite su señal de reducción de peso.
Friedman y Douglas Coleman recibieron el Premio Fundación BBVA Fronteras del Conocimiento 2012 en la categoría de Biomedicina por “revelar la existencia de los genes involucrados en la regulación del apetito y del peso corporal, un descubrimiento fundamental para entender patologías como la obesidad”, según el acta del jurado. 
Fue galardonado en el 2019 con el Premio Wolf en Medicina.

## Premios y nominaciones
Premios Óscar
| Año  | Categoría              | Película | Resultado |
| ---- | ---------------------- | -------- | --------- |
| 2019 | Mejor documental corto | End Game | Nominado  |